# Större sumpsångare
Större sumpsångare (Acrocephalus rufescens) är en fågel i familjen rörsångare inom ordningen tättingar. Den förekommer i våtmarker i centrala och södra Afrika. Beståndet anses vara livskraftigt.

## Utseende och läte
Större sumpsångare är en rätt stor (16-18 cm) och karaktärslös rörsångare med lång näbb. Den är något mindre än trastsångaren med mörkt gråbrun (ej ljust rostbrun) ovansida, gråbruna flanker, kortare vingar och otydligare ögonbrynsstreck. Mindre sumpsångaren är, som namnet avslöjar, mindre, med rostfärgade flanker och mycket tydligare ögonbrynsstreck. Den högljudda sången beskrivs i engelsk litteratur som "churrup, churr-churr", uppblandat med hårdare läten.

## Utbredning och systematik
Större sumpsångare förekommer över ett stort men uppsplittrat område i centrala och södra Afrika. Arten delas in i fyra underarter:
- Acrocephalus rufescens senegalensis – förekommer i Senegal
- Acrocephalus rufescens rufescens – förekommer från Ghana till Nigeria, Kamerun, Cabinda och nordvästra Demokratiska republiken Kongo. Den förekommer även på ön Bioko.
- Acrocephalus rufescens chadensis – förekommer i området kring Tchadsjön
- Acrocephalus rufescens ansorgei – förekommer från Sydsudan till Uganda, östra Demokratiska republiken Kongo, Rwanda och västra Kenya söderut till norra Botswana, nordvästra Angola och nordvästra Zimbabwe

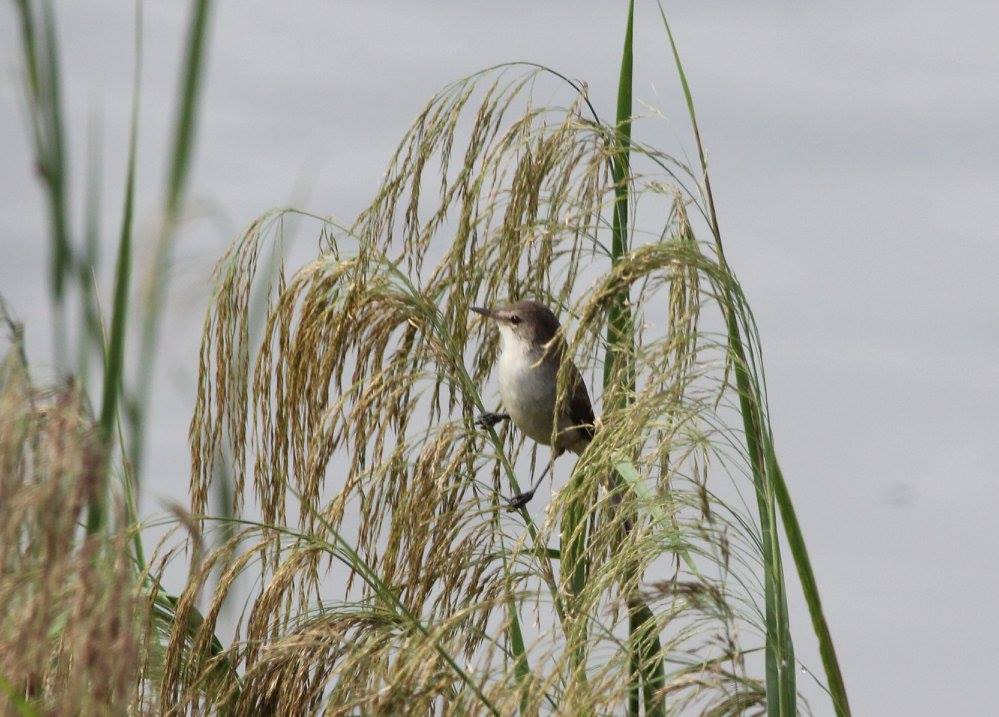
Större sumpsångare av underarten ansorgei.

### Familjetillhörighet
Rörsångarna behandlades tidigare som en del av den stora familjen sångare (Sylviidae). Genetiska studier har dock visat att sångarna inte är varandras närmaste släktingar. Istället är de en del av en klad som även omfattar timalior, lärkor, bulbyler, stjärtmesar och svalor. Idag delas därför Sylviidae upp i ett flertal familjer, däribland Acrocephalidae.

## Levnadssätt
Större sumpsångare hittas i papyrusträsk, men även i våtmarker med vass, kaveldun och elefantgräs. Födan består av insekter, men även grodor. Arten är stannfågel.

## Status och hot
Arten har ett stort utbredningsområde och en stor population med stabil utveckling och tros inte vara utsatt för något substantiellt hot. Utifrån dessa kriterier kategoriserar internationella naturvårdsunionen IUCN arten som livskraftig (LC). Världspopulationen har inte uppskattats men den beskrivs som rätt fåtalig till lokalt vanlig.